# Liste des cavités naturelles les plus profondes du Pérou

Pérou.

La liste des cavités naturelles les plus profondes du Pérou recense sous la forme d'un tableau, les cavités souterraines naturelles connues, dont la dénivellation est supérieure ou égale à cent cinquante mètres.
La communauté spéléologique considère qu'une cavité souterraine naturelle n'existe vraiment qu'à partir du moment où elle est « inventée » c'est-à-dire découverte (ou redécouverte), inventoriée, topographiée et publiée. Bien sûr, la réalité physique d'une cavité naturelle est la plupart du temps bien antérieure à sa découverte par l'homme ; cependant tant qu'elle n'est pas explorée, mesurée et révélée, la cavité naturelle n'appartient pas au domaine de la connaissance partagée.
La liste spéléométrique des plus profondes cavités naturelles du Pérou (≥ 150 m) est  actualisée fin 2019.
La plus profonde cavité répertoriée au Pérou dépasse les 600 mètres de dénivellation ; il s'agit de la Sima Pumacocha (cf. ligne 1 du tableau ci-dessous).

## Cavités péruviennes de dénivellation supérieure ou égale à150 mètres
23 cavités sont recensées au 31-12-2019.
| Réf. | Cavité                        | Région      | Province / District Massif / Zone                | Coordonnées (WGS 84)         | Déniv. (en mètres) | Dével. (en mètres) | Sources ou références              | Mise à jour |
| ---- | ----------------------------- | ----------- | ------------------------------------------------ | ---------------------------- | ------------------ | ------------------ | ---------------------------------- | ----------- |
| 1    | Sima Pumacocha                | Lima        | Yauyos / Laraos ?                                | 12° 23′ 28″ S, 75° 41′ 56″ O | +0638, m           | +001 427, m        | Cuevasdelperu.org                  | 2002-00     |
| 2    | Tragadero de Bellavista       | San Martín  | Rioja / Nueva Cajamarca Alto Mayo / Bellavista   | 5° 54′ 26″ S, 77° 23′ 59″ O  | +0477, m           | +002 114, m        | Cuevasdelperu.org                  | 2018-09     |
| 3    | Sima de Racas Marca           | Junín       | Tarma / Palcamayo ?                              | 11° 14′ 58″ S, 75° 47′ 42″ O | +0407, m           | +002 141, m        | Cuevasdelperu.org                  | 1972-00     |
| 4    | Intimachay                    | Amazonas    | Chachapoyas / Leimebamba Lugar Tranquilo         | 6° 45′ 44″ S, 77° 47′ 14″ O  | +0335, m           | +001 973, m        | Cuevasdelperu.org                  | 2019-00     |
| 5    | Tragadero de San Andrés       | Cajamarca   | Cutervo / San Andrés de Cutervo ?                | 6° 14′ 09″ S, 78° 44′ 02″ O  | +0334, m           | +000765, m         | Cuevasdelperu.org & Spelunca n°133 | 1979-00     |
| 6    | Tragadero de Parujgsha Alto   | Amazonas    | Chachapoyas / Soloco Parujgsha                   | 6° 18′ 19″ S, 77° 44′ 09″ O  | +0330, m           | +001 670, m        | Cuevasdelperu.org                  | 2005-06     |
| 7    | Windy Rift                    | La Libertad | Bolívar / Uchumarca ?                            |                              | +0305, m           | +000400, m         | Cuevasdelperu.org                  | 0000-00     |
| 8    | Wishing Well                  | La Libertad | Bolívar / Uchumarca ?                            |                              | +0261, m           | +000324, m         | Cuevasdelperu.org                  | 0000-00     |
| 9    | Dos Ojos                      | La Libertad | Bolívar / Uchumarca ?                            |                              | +0258, m           | +000400, m         | Cuevasdelperu.org                  | 0000-00     |
| 10   | Cueva Chururco                | Amazonas    | Chachapoyas / Leimebamba ?                       | 6° 46′ 24″ S, 77° 50′ 11″ O  | +0250, m           | +000985, m         | Cuevasdelperu.org                  | 2007-00     |
| 11   | Tragadero de la Vaca Negra    | Amazonas    | Chachapoyas / Soloco Parujgsha                   | 6° 17′ 20″ S, 77° 44′ 21″ O  | +0250, m           | +000980, m         | Cuevasdelperu.org                  | 2005-06     |
| 12   | Tragadero de Parujgsha Grande | Amazonas    | Chachapoyas / Soloco Parujgsha                   | 6° 18′ 05″ S, 77° 44′ 02″ O  | +0247, m           | +004 070, m        | Cuevasdelperu.org                  | 2004-00     |
| 13   | Tragadero de Leónidas         | Amazonas    | Chachapoyas / Soloco Parujgsha                   | 6° 17′ 41″ S, 77° 44′ 18″ O  | +0240, m           | +000834, m         | Cuevasdelperu.org                  | 2004-00     |
| 14   | Cueva del Viento              | San Martín  | Rioja / Nueva Cajamarca Alto Mayo / Guayaquil    | 5° 58′ 17″ S, 77° 19′ 01″ O  | +0209, m           | +000505, m         | Cuevasdelperu.org                  | 2019-00     |
| 15   | Energizer Cave                | La Libertad | Bolívar / Uchumarca ?                            |                              | +0194, m           | +000400, m         | Cuevasdelperu.org                  | 0000-00     |
| 16   | Deep Surprise                 | La Libertad | Bolívar / Uchumarca ?                            |                              | +0190, m           | +000200, m         | Cuevasdelperu.org                  | 0000-00     |
| 17   | Cueva Puyo                    | Lima        | Yauyos / Alis ?                                  | 12° 17′ 10″ S, 75° 36′ 17″ O | +0186, m           | +000256, m         | Cuevasdelperu.org                  | 2012-00     |
| 18   | Pre-Inca                      | La Libertad | Bolívar / Uchumarca ?                            |                              | +0186, m           | +00 0000, m        | Cuevasdelperu.org                  | 0000-00     |
| 19   | Tragadero de Huamán           | San Martín  | Rioja / Nueva Cajamarca Alto Mayo / Guayaquil    | 5° 58′ 13″ S, 77° 19′ 03″ O  | +0174, m           | +000380, m         | Cuevasdelperu.org                  | 2014-00     |
| 20   | Tragadero de Chaquil          | Amazonas    | Chachapoyas / Soloco Chaquil                     | 6° 18′ 15″ S, 77° 45′ 09″ O  | +0154, m           | +000320, m         | Cuevasdelperu.org                  | 2006-00     |
| 21   | Cueva de Alto Miraflores      | San Martín  | Rioja / Nueva Cajamarca Alto Mayo / Miraflores   | 5° 54′ 54″ S, 77° 23′ 38″ O  | +0153, m           | +000689, m         | Cuevasdelperu.org                  | 2019-00     |
| 22   | Cueva Maronal                 | San Martín  | Rioja / Elias Soplin Vargas Alto Mayo / Santa Fe | 6° 02′ 35″ S, 77° 17′ 56″ O  | +0153, m           | +000412, m         | Cuevasdelperu.org                  | 2017-00     |
| 23   | Tragadero de Parujgsha Arriba | Amazonas    | Chachapoyas / Soloco Parujgsha                   | 6° 18′ 36″ S, 77° 44′ 04″ O  | +0150, m           | +000423, m         | Cuevasdelperu.org                  | 2005-06     |